# Chet Walker
Chester Walker, detto Chet (Bethlehem, 22 febbraio 1940 – Long Beach, 8 giugno 2024), è stato un cestista statunitense, professionista nella NBA.

## Carriera
Dopo aver frequentato la Bradley University, approdò alla pallacanestro professionistica nel 1962-63 con i Syracuse Nationals e al termine di tale stagione fu inserito nel quintetto delle migliori matricole dell'anno.
Nell'autunno del 1963 la franchigia di Syracuse si trasferì a Filadelfia dove con i Philadelphia 76ers disputò sei stagioni dal 1963-64 al 1968-69, vincendo il titolo NBA nella stagione 1966-67.
Nella stagione 1969-70 si trasferì ai Chicago Bulls dove rimase fino al termine della stagione 1974-75, sua ultima stagione da professionista nella NBA.
In 13 stagioni da professionista disputò complessivamente 1032 partite di stagione regolare in NBA, 105 partite di play-off e collezionò 7 partecipazioni all'NBA All-Star Game.
Nel 2012 divenne membro del Naismith Memorial Basketball Hall of Fame.

## Statistiche
| † | Denota una stagione in cui ha vinto il titolo NBA |
| * | Primo nella lega                                  |

### NBA

#### Regular season
| Anno       | Squadra            | PG    | PT | MP   | TC%  | 3P% | TL%   | RP   | AP  | PRP | SP  | PP   |
| ---------- | ------------------ | ----- | -- | ---- | ---- | --- | ----- | ---- | --- | --- | --- | ---- |
| 1962-1963  | Syracuse Nationals | 78    | -  | 25,5 | 46,9 | -   | 69,9  | 7,2  | 1,1 | -   | -   | 12,3 |
| 1963-1964  | Philadelphia 76ers | 76    | -  | 36,5 | 44,0 | -   | 71,1  | 10,3 | 1,6 | -   | -   | 17,3 |
| 1964-1965  | Philadelphia 76ers | 79    | -  | 27,7 | 40,3 | -   | 74,2  | 6,7  | 1,7 | -   | -   | 13,2 |
| 1965-1966  | Philadelphia 76ers | 80*   | -  | 32,5 | 45,1 | -   | 71,6  | 8,0  | 2,5 | -   | -   | 15,3 |
| 1966-1967† | Philadelphia 76ers | 81*   | -  | 33,2 | 48,8 | -   | 76,6  | 8,1  | 2,3 | -   | -   | 19,3 |
| 1967-1968  | Philadelphia 76ers | 82    | -  | 32,0 | 46,0 | -   | 72,6  | 7,4  | 1,9 | -   | -   | 17,9 |
| 1968-1969  | Philadelphia 76ers | 82    | -  | 33,6 | 48,4 | -   | 80,4  | 7,8  | 1,8 | -   | -   | 18,0 |
| 1969-1970  | Chicago Bulls      | 78    | -  | 34,9 | 47,7 | -   | 85,0  | 7,7  | 2,5 | -   | -   | 21,5 |
| 1970-1971  | Chicago Bulls      | 81    | -  | 36,1 | 46,5 | -   | 85,9* | 7,3  | 2,2 | -   | -   | 22,0 |
| 1971-1972  | Chicago Bulls      | 78    | -  | 33,2 | 50,5 | -   | 84,7  | 6,1  | 2,3 | -   | -   | 22,0 |
| 1972-1973  | Chicago Bulls      | 79    | -  | 31,1 | 47,8 | -   | 83,2  | 5,0  | 2,3 | -   | -   | 19,9 |
| 1973-1974  | Chicago Bulls      | 82*   | -  | 32,5 | 48,6 | -   | 87,5  | 5,0  | 2,4 | 0,8 | 0,0 | 19,3 |
| 1974-1975  | Chicago Bulls      | 76    | -  | 32,3 | 48,7 | -   | 86,0  | 5,7  | 2,2 | 0,6 | 0,1 | 19,2 |
| Carriera   | Carriera           | 1.032 | -  | 32,4 | 47,0 | -   | 79,6  | 7,1  | 2,1 | 0,7 | 0,1 | 18,2 |

#### Play-off
| Anno     | Squadra            | PG  | PT | MP   | TC%   | 3P% | TL%  | RP   | AP  | PRP | SP  | PP   |
| -------- | ------------------ | --- | -- | ---- | ----- | --- | ---- | ---- | --- | --- | --- | ---- |
| 1963     | Syracuse Nationals | 5   | -  | 26,0 | 50,9* | -   | 73,3 | 9,4  | 1,8 | -   | -   | 15,2 |
| 1964     | Philadelphia 76ers | 5   | -  | 38,0 | 39,0  | -   | 73,9 | 10,4 | 2,6 | -   | -   | 18,8 |
| 1965     | Philadelphia 76ers | 11  | -  | 42,6 | 48,0  | -   | 76,0 | 7,2  | 1,6 | -   | -   | 20,3 |
| 1966     | Philadelphia 76ers | 5   | -  | 36,2 | 37,5  | -   | 80,6 | 7,4  | 3,0 | -   | -   | 14,6 |
| 1967†    | Philadelphia 76ers | 15* | -  | 36,7 | 46,7  | -   | 80,7 | 7,6  | 2,1 | -   | -   | 21,7 |
| 1968     | Philadelphia 76ers | 13  | -  | 37,3 | 41,0  | -   | 67,9 | 7,4  | 1,8 | -   | -   | 19,1 |
| 1969     | Philadelphia 76ers | 4   | -  | 27,3 | 53,5  | -   | 66,7 | 5,8  | 2,0 | -   | -   | 13,5 |
| 1970     | Chicago Bulls      | 5   | -  | 35,6 | 42,2  | -   | 81,8 | 8,4  | 2,2 | -   | -   | 19,4 |
| 1971     | Chicago Bulls      | 7   | -  | 33,4 | 44,0  | -   | 70,8 | 7,1  | 3,1 | -   | -   | 15,0 |
| 1972     | Chicago Bulls      | 4   | -  | 24,3 | 42,1  | -   | 81,3 | 3,5  | 1,0 | -   | -   | 11,3 |
| 1973     | Chicago Bulls      | 7   | -  | 32,7 | 34,7  | -   | 89,2 | 8,9  | 2,0 | -   | -   | 16,7 |
| 1974     | Chicago Bulls      | 11  | -  | 36,6 | 50,9  | -   | 86,1 | 5,5  | 1,6 | 0,9 | 0,1 | 20,9 |
| 1975     | Chicago Bulls      | 13  | -  | 33,2 | 49,4  | -   | 88,0 | 4,6  | 1,8 | 1,0 | 0,1 | 17,5 |
| Carriera | Carriera           | 105 | -  | 35,1 | 44,9  | -   | 78,7 | 7,0  | 2,0 | 1,0 | 0,1 | 18,2 |

## Palmarès
- Campione NIT (1960)
- 2 volte NCAA AP All-America First Team (1961, 1962)
- NCAA AP All-America Second Team (1960)
- Campionato NBA: 1

Philadelphia 76ers: 1967
- NBA All-Rookie First Team (1963)
- 7 volte NBA All-Star (1964, 1966, 1967, 1970, 1971, 1973, 1974)
- Miglior tiratore di liberi NBA (1971)